# Københavnerskolen (international politik)
 For alternative betydninger, se Københavnerskolen. (Se også artikler, som begynder med Københavnerskolen)
Københavnerskolen i international politik udfører studier i sikkerhedspolitik. Det er en akademisk skole med udspring i  Barry Buzans bog People, States and Fear: The National Security Problem in International Relations, først udgivet i 1983. Københavnerskolen lægger særlig vægt på de ikke-militære aspekter af sikkerhed, og er således beslægtet med de neoliberalistiske studier, der repræsenterer et skift væk fra traditionelle sikkerhedspolitiske undersøgelser. Teoretikere tilknyttet skolen inkluderer Barry Buzan, Ole Wæver og Jaap de Wilde. Mange af skolens medlemmer arbejdede på Copenhagen Peace Research Institute, statskundskab eller det af Wæver etablerede  forskningscenter, Centre for Resolution of International Conflicts (CRIC).
Københavnerskolens mest kendte udgivelse er Security: A New Framework for Analyse, skrevet af Buzan, Wæver og de Wilde. Denne og andre senere udgivelser har ført til, at Københavnerskolen normalt omtales som konstuktivistisk.
Bill McSweeney krediteres generelt for at opfinde udtrykket 'Copenhagen School'.:87  Han samtidig er en fremtrædende kritiker af Københavnerskolen.:168 

## Sektorer
Begrebet 'sektorer' vedrører de forskellige arenaer, hvor man normalt taler om sikkerhed. Listen over sektorer er primært et analytisk værktøj, der er oprettet til at afgrænse forskellige dynamikker. I Security: A New Framework for Analysis henviser forfatterne til følgende sektorer: militær og stat, arrangeret henholdsvis politisk, samfundsmæssigt, økonomisk og miljømæssig.  Som sådan kan teorien opfattes som 'udvidelse' af traditionelle materialistiske sikkerhedspolitiske undersøgelser ved at inddrage sikkerhed i disse 'nye' sektorer.  

## Regional sikkerhed
Begrebet regionale sikkerhedskomplekser afdækker, hvordan sikkerhed er samlet i geografisk formede regioner. :41  Sikkerheden for hver aktør i en region interagerer med sikkerheden for de andre deltagere. Der er ofte intens indbyrdes afhængighed i en region, men ikke mellem regioner, hvilket er det, der karakteriserer selve afgrænsningen af en region, og  gør regional sikkerhed til et interessant studiefelt. Regioner skal betragtes som minisystemer, hvor alle andre IR-teorier kan anvendes, såsom magtbalance, polaritet, indbyrdes afhængighed, alliancesystemer osv.
Nogle stater fungerer som isolatorer, der isolerer regioner, såsom Afghanistans placering mellem Mellemøsten og Sydasien. De kontrasterer med den traditionelle idé om 'bufferstater', som er placeret på steder, hvor den sikkerhedspolitiske dynamik er intens (fx Belgien mellem Tyskland og Frankrig).:41 

## Sikkerhedsliggørelse
Begrebet sikkerhedsliggørelse, som er udviklet af Ole Wæver, er sandsynligvis Københavnerskolens mest fremtrædende koncept og det, der har genereret mest litteratur. Wæver argumenterede for, at 'sikkerhed' er en talehandling med tydelige konsekvenser i sammenhæng med international politik. Ved at bruge talehandlinger forsøger en (statslig) aktør at flytte et emne fra et almindeligt politisk felt til et område med sikkerhedsproblemer. Dermed legitimerer aktørerne brugen af ekstraordinære midler mod den socialt konstruerede trussel. Denne proces er intersubjektiv, hvilket betyder, at den hverken er et spørgsmål om en objektiv trussel eller en subjektiv opfattelse af en trussel. Dermed opnår aktørerne befolkningens accept af de sanktioner, der anvendes mod truslen.:84 
Nogle af de mest detaljerede bøger om emnet er: 
- - Understanding Global Security, Peter Hough, Routledge, 2004
  - Barry Buzan, People, States and Fear, ECPR, 2007
  - The Empire of Security, William Bain, Routledge, 2006

## Kritik
En kritik, der er fremført mod Københavnerskolen, er, at den bygger på  en eurocentrisk tilgang til sikkerhed.  Realister har også hævdet, at dens udvidelse af sikkerhedsdagsordenen risikerer at give disciplinen "intellektuel usammenhæng". Lene Hansen har kritiseret fraværet af køn i dens indfaldsvinkel til internationale relationer.  Hendes kritik opfordrede også til inklusion af både visuelle og kropslige handlinger som former for artikulerende   sikkerhed. Andre kritikere fokuserer på sikkerhedsanalytikerens rolle og teoriens potentielt konservative karakter.